# Toyota Corolla Rumion
Der Toyota Corolla Rumion ist ein hauptsächlich in Japan vertriebener Kleinwagen des japanischen Automobilherstellers Toyota, der seit dem 9. September 2007 als eigenständige Modellserie angeboten wird. In Australien hingegen trägt das Modell den Namen Toyota Rukus.
Das Modell wurde auf der eigens entwickelten MC-Plattform entwickelt und basiert technisch auf dem Corolla Axio. Offizielles Schwestermodell ist der in den USA angebotene Scion xB.
Mit der Einführung des Corolla Rumion wollte Toyota einen Mittelklasse-Kleinwagen als Ersatz des am 9. September 2007 eingestellten Corolla Sedan auf den Markt bringen. Dieser soll parallel zum Corolla Axio in der Modellpalette rangieren, um damit gezielt eine jüngere Kundschaft anzusprechen.
Zur Auswahl steht der Corolla Rumion in den Standardversionen STD, G, S, SE, LE und LX, die sich nur geringfügig voneinander unterscheiden. Das Fahrzeug wird ausschließlich mit Super CVT-i-Getriebe hergestellt.
Mit dunkelbrauner Metallic-Lackierung präsentierte Toyota das Sondermodell Chocolate AEROTURER, welches von einem japanischen Tuner gestylt wurde und mit dem 1,5l Motor mit 110 PS ausgestattet war. Abgelöst wurde das Modell dann am 22. April 2008 durch den AEROTOURER SORA. Dieser hatte ein etwas dezenteres Äußeres. Die dafür entwickelten Fahrzeugteile waren auch separat als AEROTOURER-Sportpaket lieferbar. Im August 2008 wurde das Sondermodell durch die Ausstattungspakete 1.5G Smart Package und 1.5G Smart Package abgelöst. Es standen bei den beiden Paketen verschiedene Speziallacke zur Auswahl. Darüber hinaus hatten die beiden Versionen jeweils eigene Scheinwerfer, eine Armlehne am Fahrersitz als Standard sowie ein smart-Startsystem.
In limitierter Stückzahl wird der Corolla Rumion auch in anderen Ländern vertrieben. Diese Fahrzeuge sind allerdings alles Linkslenker.
Motorisierungen:
- 1NZ-FE mit einem Hubraum von 1496 cm³ und einer Leistung von 110 PS
- 2ZR-FE mit einem Hubraum von 1797 cm³ und einer Leistung von 128 PS (AWD)
- 2ZR-FE mit einem Hubraum von 1797 cm³ und einer Leistung von 136 PS (2WD)